# Sekundærrute 201
Die Sekundærrute 201 ist eine 23 km lange Straße in der Region Hovedstaden in Dänemark. Sie beginnt im Gentofte und endet in Hillerød. Die Sekundærrute 201 ist im Stadtgebiet Kopenhagen teilweise autobahnähnlich ausgebaut.

## Straßenverlauf
Die Sekundærrute 201 beginnt in Gentofte, wo sie auf die Primærrute 19 und die E47 trifft. Im Stadtteil Virum/Kopenhagen geht die Sekundærrute 201 von einer autobahnähnlichen Straße in eine zweispurigen Straße über. Im Stadtteil Holte/Kopenhagen geht die Sekundærrute 201 von einer zweispurigen Straße in eine einspurige Straße über. In Birkerød trifft die Sekundærrute 201 auf die Sekundærrute 207. In Hillerød endet die Sekundærrute 201 und trifft auf die Primærrute 02 und die Primærrute 6.

## Geschichte

### 1584–1800
Die Sekundærrute 201 wurde 1584 von Frederick II. erbaut, um Kopenhagen und Schloss Frederiksborg zu verbinden. Ein paar Jahre später wurde die Sekundærrute 201 ausgebaut, um auch noch Fredensborg und Helsingør zu verbinden. Die Straße wurde 1767 für die Öffentlichkeit freigegeben. Die Straße wurde von dem französischen Straßenbauer Jean Marmillod finanziert. Jean Marmillod wurde ins Königreich Dänemark geholt, um das Straßensystem um Kopenhagen zu verbessern. Die neue Straße zwischen Vibenhus und Fredensborg wurde 1775 von ihm fertiggestellt.

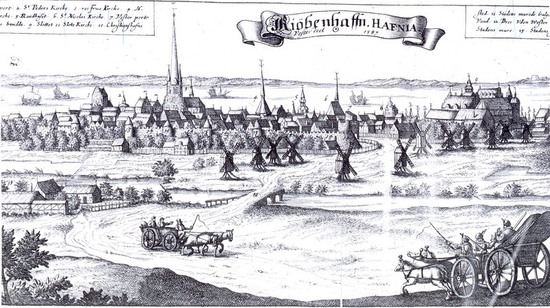
Die Sekundærrute 201 um 1687.